# Drepanogynis ratovosoni
Drepanogynis ratovosoni är en fjärilsart som beskrevs av Pierre E.L. Viette 1972. Drepanogynis ratovosoni ingår i släktet Drepanogynis och familjen mätare. Inga underarter finns listade i Catalogue of Life.